# タコサラダ
タコサラダ(Taco salad)は、テクス・メクス料理のタコスに用いられる具材を組み合わせたサラダである。この料理は、1960年代のテキサス州に由来を持つ。

## 材料
小麦粉のトルティーヤの殻を揚げてその中にアイスバーグレタスを敷き、その上に角切りのトマト、シュレッドチェダーチーズ、サワークリーム、ワカモレ、サルサをトッピングする。タコミート（牛挽肉）、味付けした鶏肉や豆、またはベジタリアン用にはスパニッシュライスを乗せる。